# Mrkonjić Grad
Mrkonjić Grad (en serbe cyrillique : Мркоњић Град) est une ville et une municipalité de Bosnie-Herzégovine située dans la république serbe de Bosnie. Selon les premiers résultats du recensement bosnien de 2013, la ville intra muros compte 7 915 habitants et la municipalité 18 136.

## Géographie
La ville de Mrkonjić Grad est située dans la vallée de la Crna rijeka, dans la région de Banja Luka, en république serbe de Bosnie. Le territoire de la municipalité est une zone montagneuse. Le mont Manjača, au nord, culmine à 1 236 m), la Gola planina, à l'est, à 1 001 m, le mont Lisina, au sud, à 1 467 m et le Dimitor, à l'ouest, à  1 483 m. Toutes ces montagnes sont densément boisées et peu peuplées.

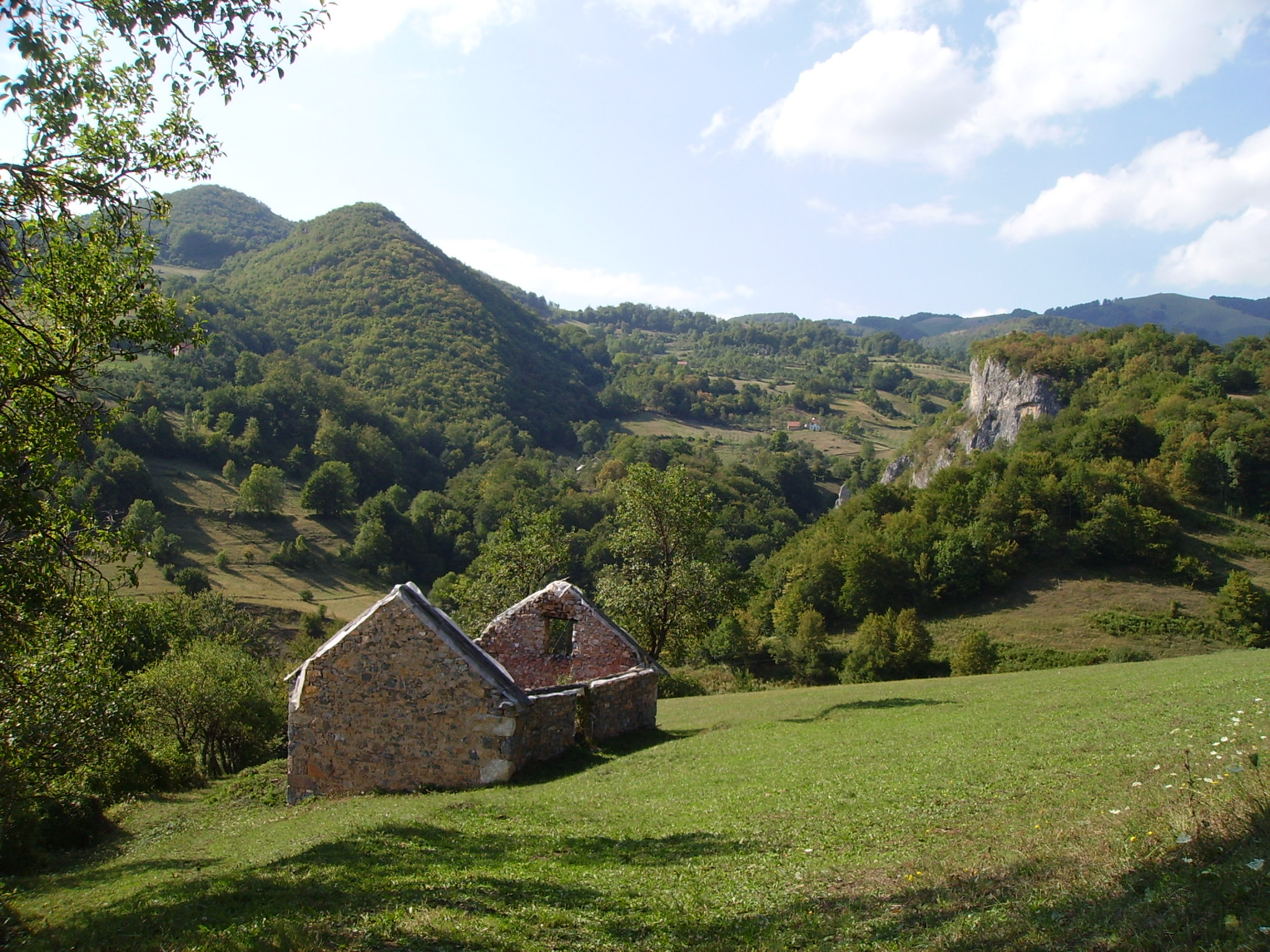
Le mont Dimitor

Au sud de la municipalité, sur les pentes du mont Podovi, se trouvent les sources des rivières Pliva et Sana ; ces deux rivières sont respectivement des affluents du Vrbas et de l'Una.

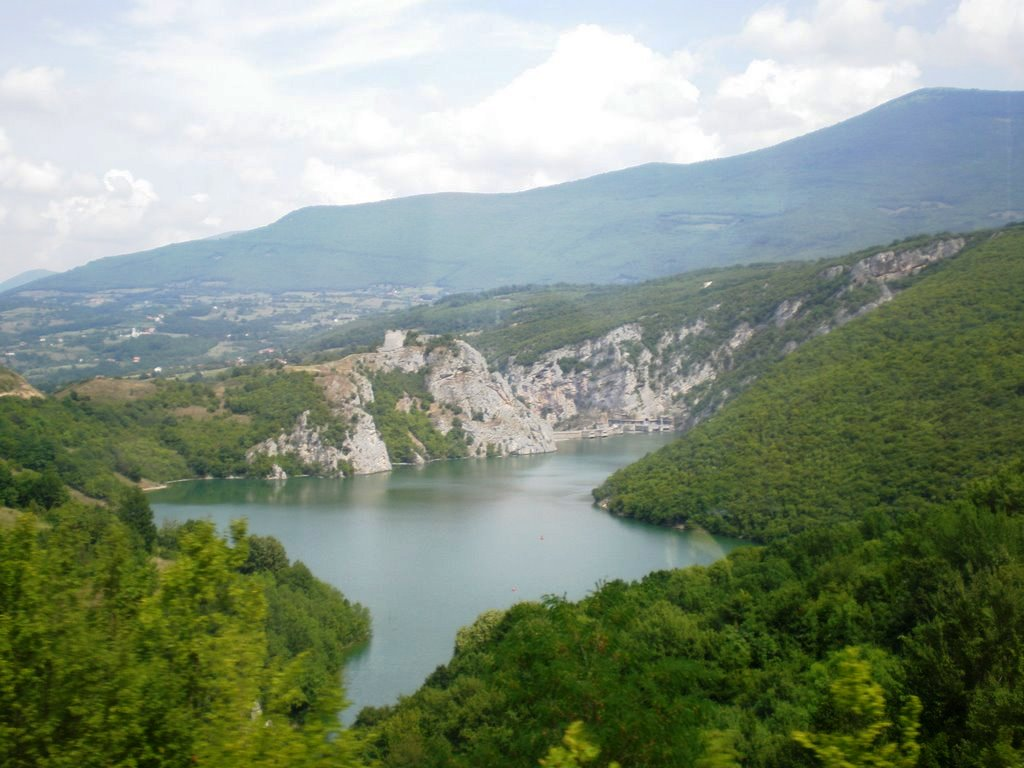
Le lac de Bočac sur la rivière Vrbas

La municipalité de Mrkonjić Grad est entourée par le territoire de la ville Banja Luka au nord et par les municipalités de Kneževo au nord-est, Jezero et Šipovo à l'est, Glamoč au sud et Ribnik à l'ouest. Toutes ces municipalités sont situées dans la république serbe de Bosnie, à l'exception de Glamoč qui est rattachée à la fédération de Bosnie-et-Herzégovine (canton 10).

## Climat
Mrkonjić Grad jouit d'un climat continental tempéré, avec des variations en fonction de l'altitude. La température moyenne annuelle y est de 8,7 °C. Le mois le plus froid est janvier, avec une moyenne de −3 °C, et le mois le plus chaud est juillet, avec une moyenne de 18 °C. La moyenne annuelle des précipitations est de 1 058 mm.

## Histoire

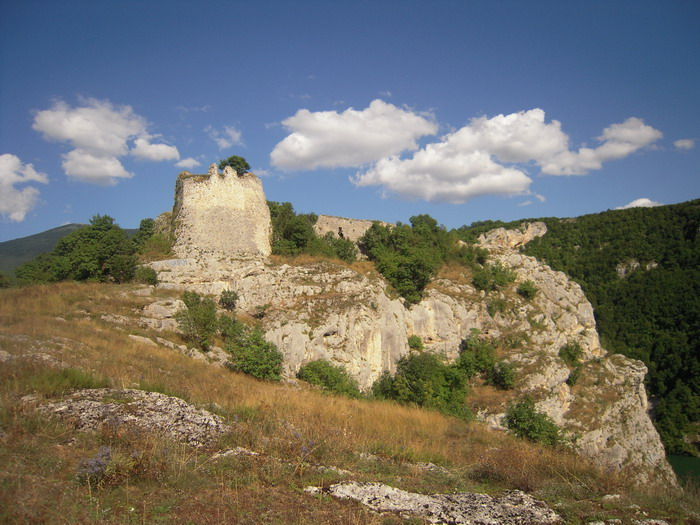
La forteresse de Bočac

Au cours de l’histoire, la ville a changé plusieurs fois de nom : Leusaba, Gornje Kloke, Novo Jajce (Jenidži Jajce), Varcar, Varcarev Vakuf, puis Varcar Vakuf et finalement Mrkonjić Grad. Ce dernier changement eut lieu en 1924, en mémoire du « vieux roi »  Pierre Ier de Serbie et de son nom de guerre « Petar Mrkonjić » pendant la révolte de 1875-1878.
La ville est également connue comme étant le lieu de réunion du premier conseil antifasciste de libération de la Yougoslavie, le 25 novembre 1943. C'est à ce moment que la Bosnie-Herzégovine fut déclarée république des Serbes, Croates et Bosniaques (Musulmans (nationalité).
Pendant la Seconde Guerre mondiale, de nombreuses exactions eurent lieu contre la population musulmane, qui l’obligèrent à s’exiler. Elle revint à la fin de la guerre.

### Guerre de Bosnie-Herzégovine
Pendant la guerre de Bosnie-Herzégovine, la ville était sous le contrôle des Serbes qui détruisirent le plus ancien symbole de la ville, la mosquée de Krzlar-aga, édifiée en 1593, mais aussi les églises catholiques de Mrkonjić et Liskovica[réf. nécessaire].
Du 2 au 8 juin 1995, les environs de la ville furent l’objet d’un événement appelé l'incident de Mrkonjić Grad. Un avion de chasse américain F-16 en mission fut abattu par un missile sol-air de l'armée serbe de Bosnie. Le pilote américain, Scot O’Grady, réussit à s’éjecter et se cacha pendant 6 jours dans les forêts des alentours. Il fut récupéré le 8 juin 1995, par une unité de marines américains,.
Le 10 octobre 1995, lors de l’opération Action sud (Operacija Južni potez) la ville fut prise par l'armée croate. Cette victoire fut marquée par la mort d'Andrija Matijaš, commandant de la 4e brigade de l’armée croate. Un charnier fut découvert où des centaines de Serbes furent exécutés à la fin de la guerre,. Depuis 1995, date de la fin de la guerre en Bosnie-Herzégovine, peu de réfugiés bosniaques et croates sont revenus. À la suite des accords de Dayton, la ville fut rétrocédée le 4 février 1996 à la république serbe de Bosnie.

## Localités

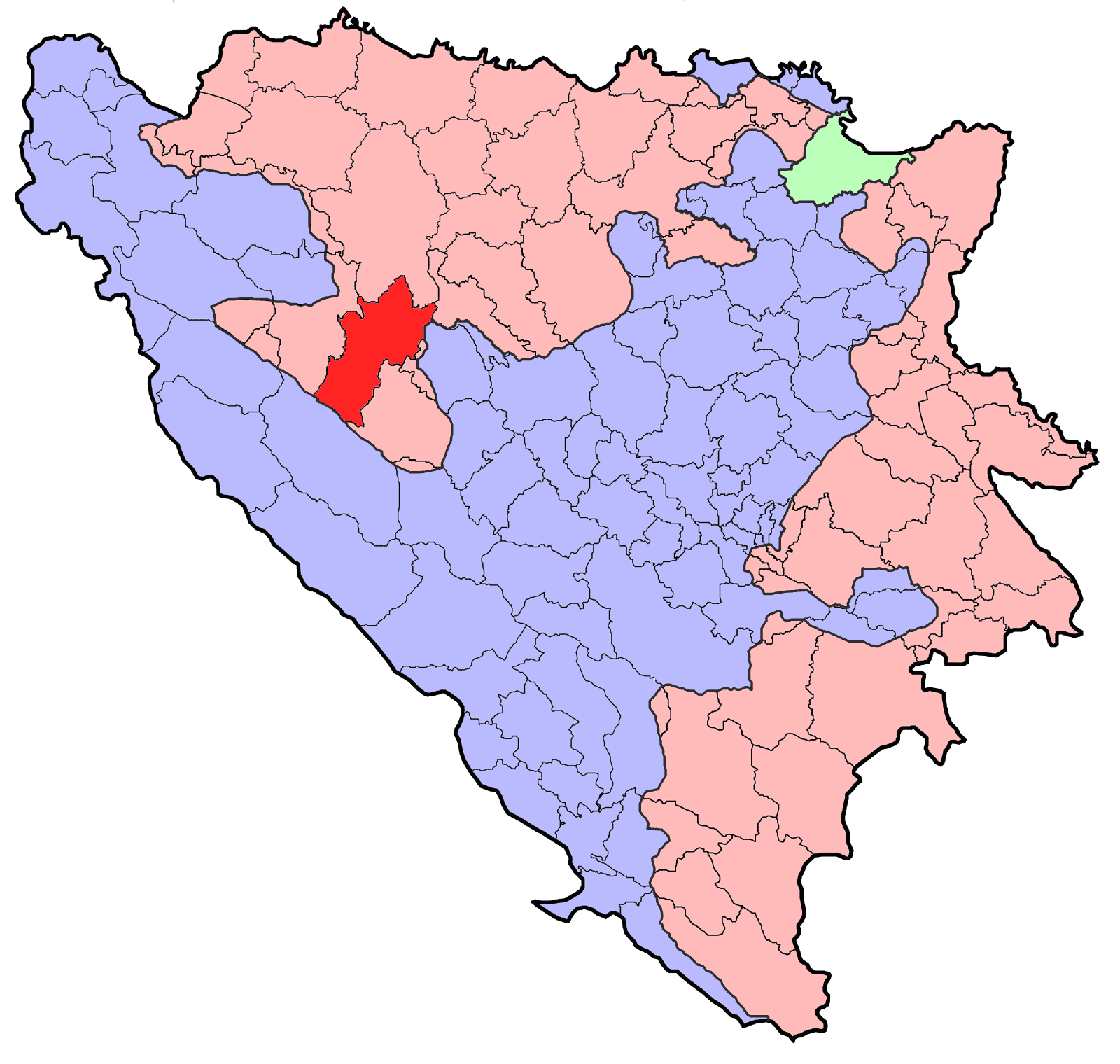
Localisation de la municipalité de Mrkonjić Grad en Bosnie-Herzégovine

La municipalité de Mrkonjić Grad compte 38 localités :
| - Baljvine - Bjelajce - Brdo - Dabrac - Donja Pecka - Donja Podgorja - Donji Baraći - Donji Graci - Dubica - Gerzovo | - Gornja Pecka - Gornja Podgorja - Gornji Baraći - Gornji Graci - Gustovara - Jasenovi Potoci - Kopljevići - Kotor - Liskovica - Magaljdol | - Majdan - Medna - Mlinište - Mrkonjić Grad - Oćune - Okandžije - Orahovljani - Podbrdo - Podorugla - Podrašnica | - Stupari - Surjan - Šehovci - Šibovi - Trijebovo - Trnovo - Ubovića Brdo - Vlasinje |

## Démographie

### Villeintra muros

#### Évolution historique de la population dans la villeintra muros
| 1948  | 1953 | 1961  | 1971  | 1981  | 1991  | 2013  |
| ----- | ---- | ----- | ----- | ----- | ----- | ----- |
| 2 249 | -    | 2 770 | 4 089 | 6 602 | 8 422 | 7 915 |

|  |

### Municipalité

#### Évolution historique de la population dans la municipalité
| 1971   | 1981   | 1991   | 2013   |
| ------ | ------ | ------ | ------ |
| 30 159 | 29 684 | 27 395 | 18 136 |

#### Répartition de la population par nationalités dans la municipalité (1991)
En 1991, sur un total de 27 395 habitants, la population se répartissait de la manière suivante :

## Religions

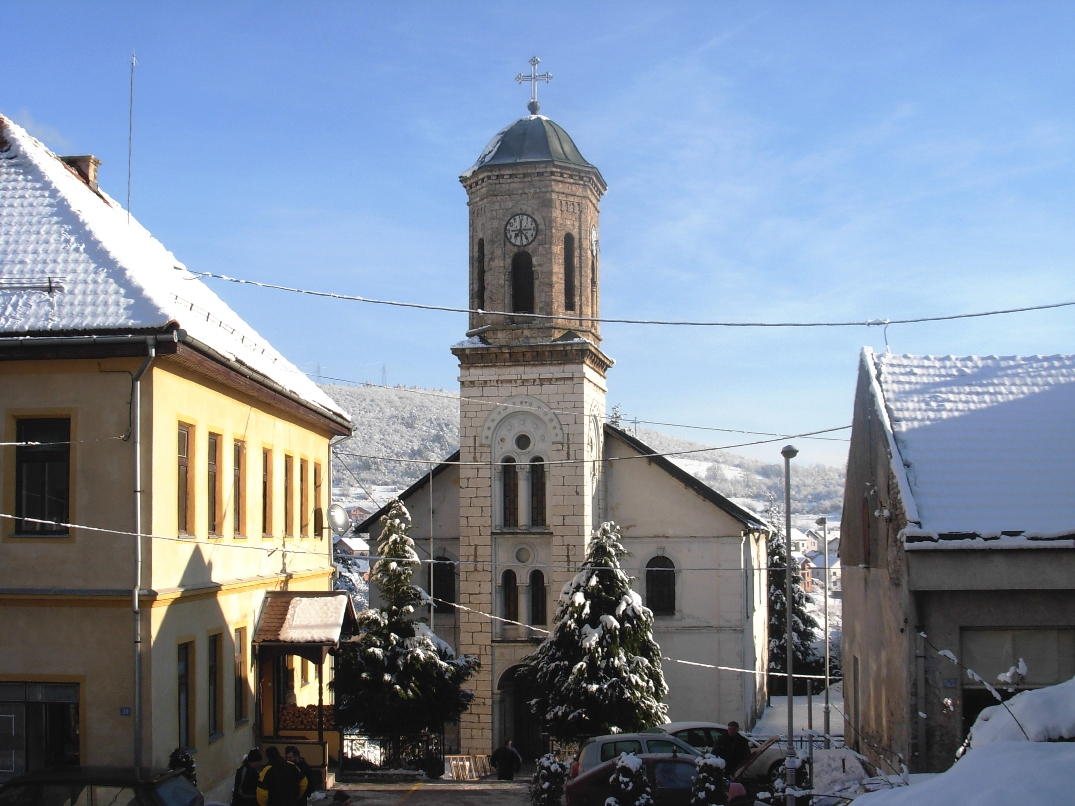
L'église orthodoxe de Mrkonjić Grad
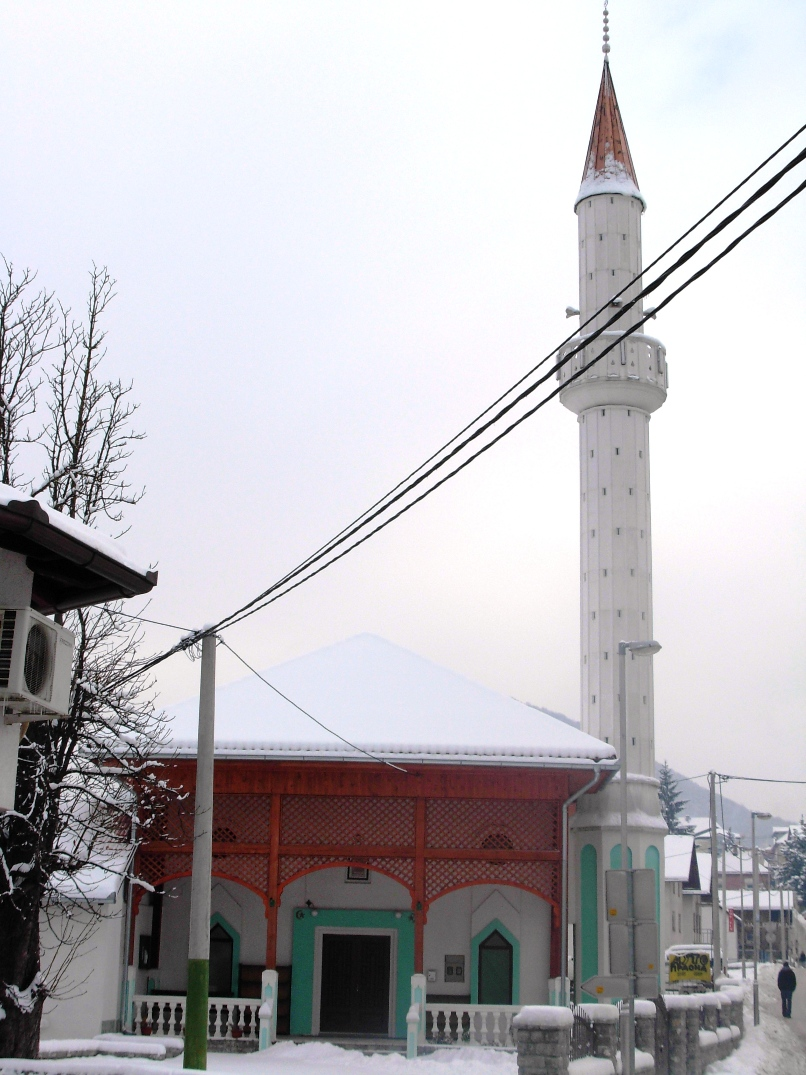
La mosquée Hamidija de Mrkonjić Grad
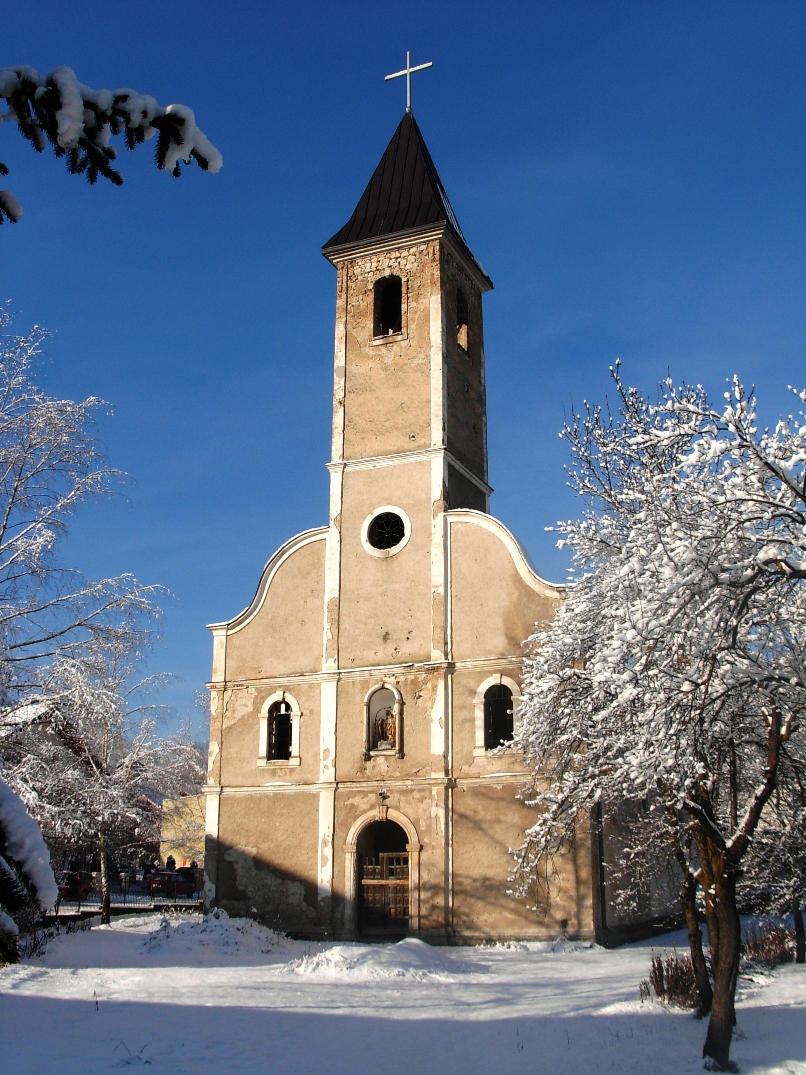
L'église catholique de Mrkonjić Grad

## Politique
À la suite des élections locales de 2012, les 25 sièges de l'assemblée municipale se répartissaient de la manière suivante :
| Parti                                                         | Sièges |
| ------------------------------------------------------------- | ------ |
| Alliance des sociaux démocrates indépendants (SNSD)           | 12     |
| Parti démocratique serbe (SDS)                                | 4      |
| Alliance démocratique nationale (DNS)                         | 3      |
| Parti radical serbe de la république serbe de Bosnie (SRS RS) | 2      |
| Parti du progrès démocratique (PDP)                           | 2      |
| Parti socialiste (SP)                                         | 2      |

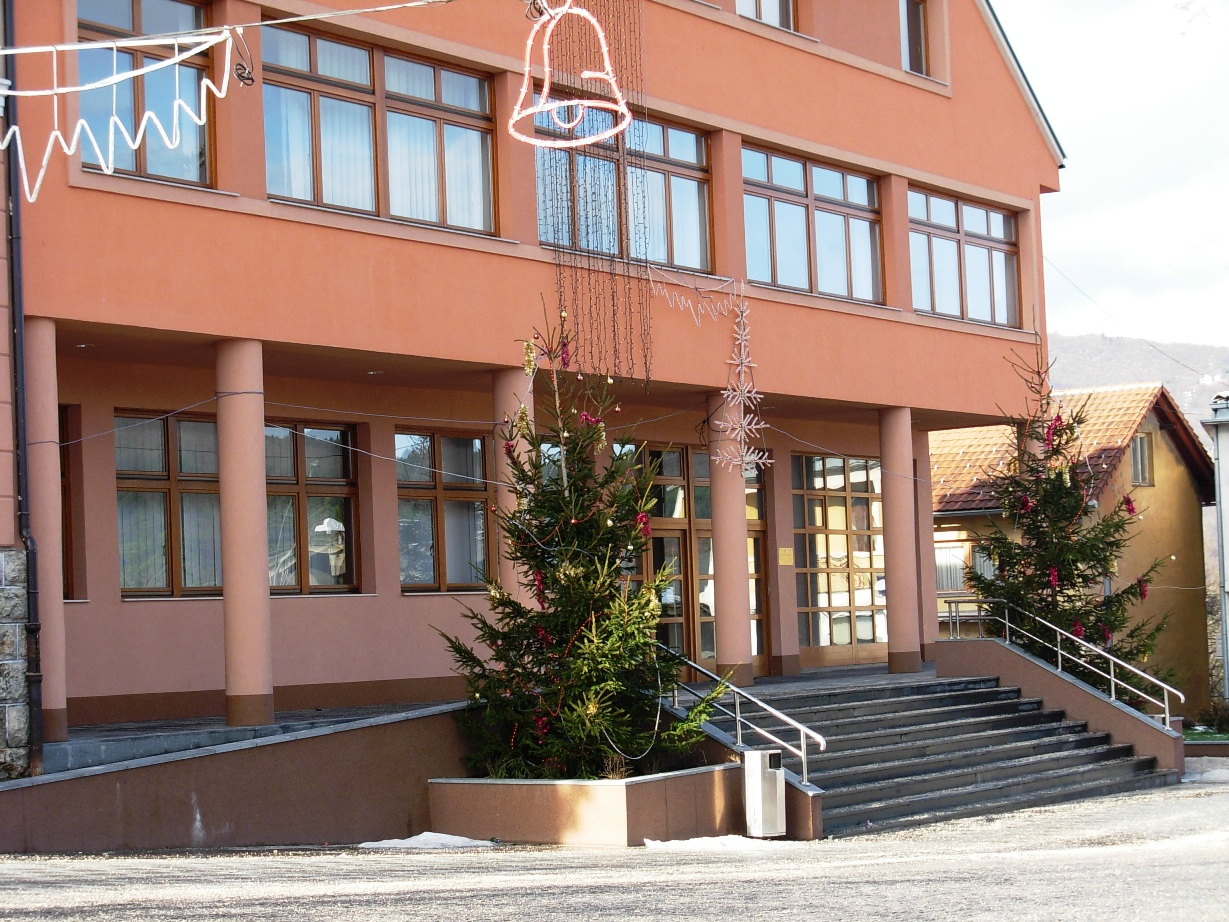
Le siège de la municipalité de Mrkonjić Grad

Divna Aničić, membre de l'Alliance des sociaux-démocrates indépendants (SNSD), a été élue maire de la municipalité.

## Sport

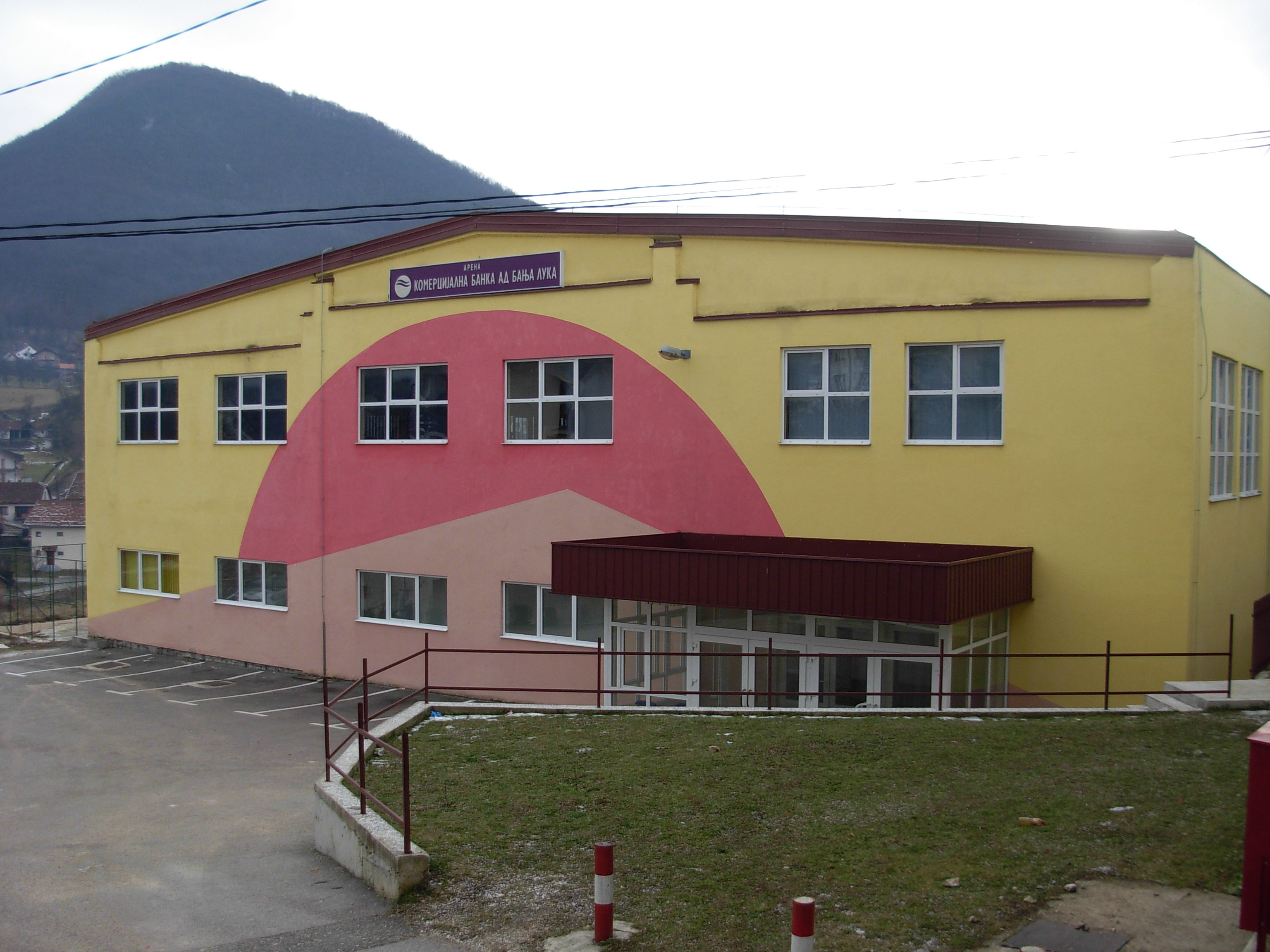
La salle de sport de Mrkonjić Grad

## Tourisme

### Monuments

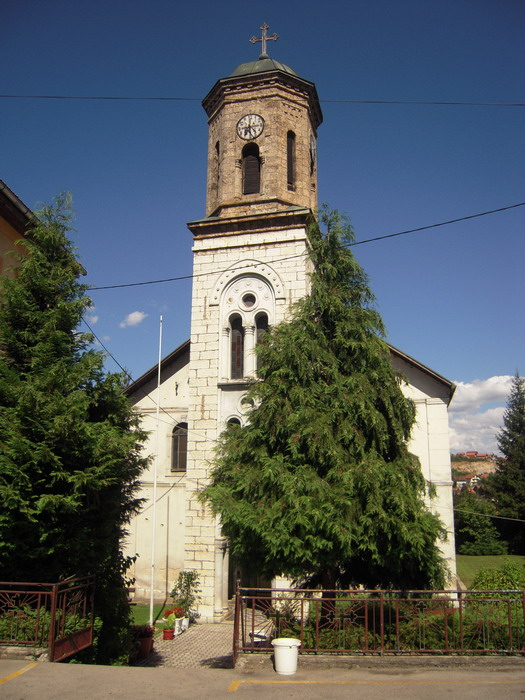
L'église de la Nativité-de-la-Mère-de-Dieu de Mrkonjić Grad, 1892
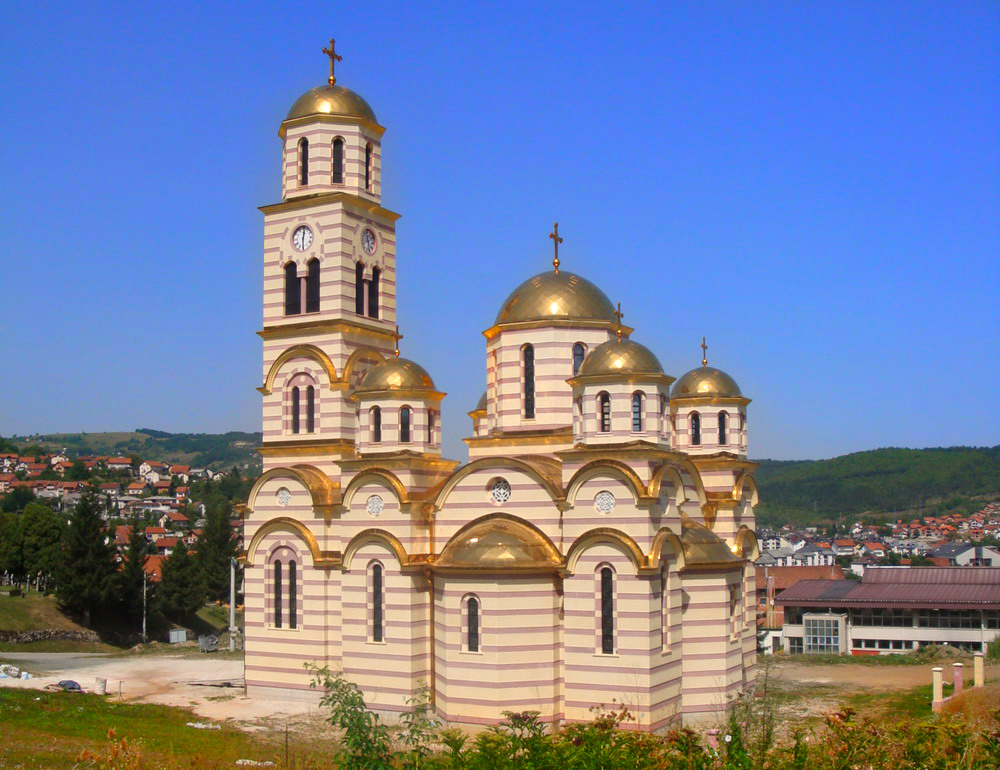
L'église Saint-Sava de Mrkonjić Grad
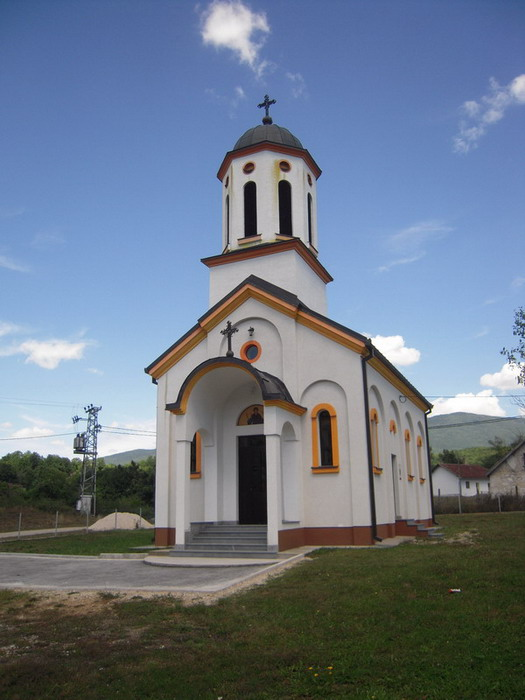
L'église Saint-Pantaléon de Dabrac

### Nature
À 4 km de Mrkonjić Grad se trouvent le lac et la station touristique de Balkana.

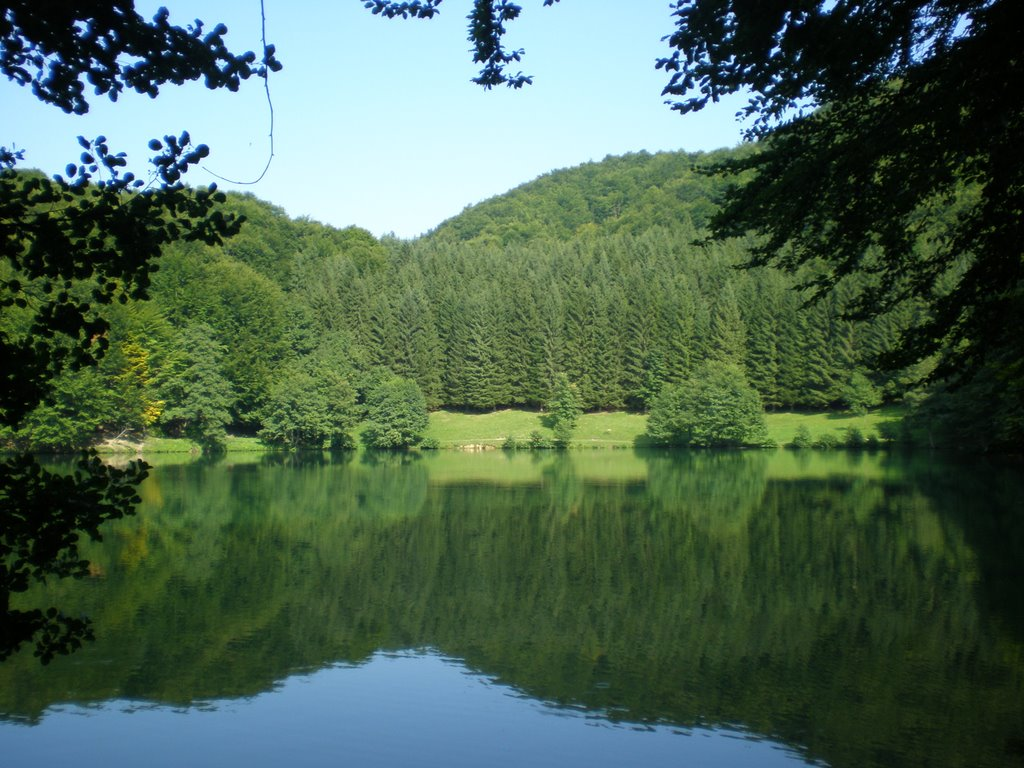
Le lac de Balkana